# Чешейко-Сохацкий, Стефан Вацлович
Стефан Вацлович Чешейко-Сохацкий (7 февраля 1881, Черниговская губерния — 1 июня 1934, Москва) — большевик, глава Витебского городского Совета, делегат Всероссийского Учредительного собрания.

## Биография
Стефан Чешейко-Сохацкий родился 7 февраля 1881 года в семье провизора, владельца нескольких аптек Вацлова Чешейко-Сохацкого. В 1893 году семья Чешейко-Сохацких переехала в Двинск Витебской губернии (сегодня — латвийский Даунавпилс). Стефан начал учиться в Двинском реальном училище, но уже в 1909 году «вышел из 6-го класса по неуспешности в науках». Начал работать учеником аптекаря. Его младший брат Ежи — публицист, деятель польского рабочего движения.
В 1905 году Стефан вступил РСДРП, за что неоднократно подвергался арестам как революционер. После Февральской революции был освобожден из Двинской тюрьмы вместе с другими политзаключенными (в марте 1917 года), получил звание прапорщика. 26 октября 1917 года он был избран председателем исполнительного комитета Двинского совета рабочих депутатов (совдепа), а в ноябре – членом Всероссийского Учредительного собрания от Витебского избирательного округа по большевистскому списку (№ 5). 5 января 1918 года Стефан Вацлович был участником знаменитого заседания-разгона Учредительного Собрания.
В феврале 1918 года, в связи с приближением германских войск к Двинску, Стефан Чешейко-Сохацкий переехал в Витебск, где исполнял обязанности члена Витебского губернского исполкома, члена отдела продовольствия и члена президиума Чрезвычайной следственной комиссии. В июне он был назначен заведующим отделом юстиции Витебского губернского исполкома, а в июле – председателем Витебского городского совета и комиссаром отдела юстиции.
В конце 1918 года, когда Двинск вновь оказался под властью большевиков, Чешейко-Сохацкий вернулся в город и возглавил Двинский военно-революционный комитет (ВРК). В 1919 году он стал товарищем (заместителем) председателя Двинского уездного исполкома, заведующим отделом управления исполкома, а также членом ВРК. В начале января 1920 года он выехал в Витебск и возглавил местный городской Совет.
В 1926-29 годах (а также в 1933 году) Стефан Вацлович был директором Самарского института зерновых культур, читал лекции в местном ВУЗе.  Был одним из основателей польского клуба в Самаре. Затем недолго директором Польского педагогического института в Киеве, в марте 1933 вернулся в Самару. Проживал на станции Кинель Самарско-Златоустовской железной дороги.
15 августа 1933 года Стефан Чешейко-Сохацкий, который к тому моменту мог «находиться вне партии», был арестован по обвинению в подготовке к вооруженному восстанию, шпионаже и участии в контрреволюционной организации; 9 марта 1934 года коллегия ОГПУ приговорила его к расстрелу. Приговор был приведен в исполнение 1 июня 1934 года на Ваганьковском кладбище в Москве. Реабилитирован 28 января 1958 года.